# ایشتوان چیزمادیا
ایشتوان چیزمادیا (مجاری: Csizmadia István؛ زادهٔ ۱۶ دسامبر ۱۹۴۴) قایقران کایاک اهل مجارستان است.